# 관천중학교
관천중학교(觀川中學校)는 대한민국 대구광역시 북구 태전동에 있는 공립 중학교이다.

## 학교 연혁
- 1993년 5월 8일 : 관천중학교 설립인가
- 1994년 3월 1일 : 개교, 초대 이상화 교장 취임
- 1994년 3월 4일 : 제1회 입학식(8학급 365명 입학)
- 1995년 11월 27일 : 학교 교사(校舍) 준공
- 1997년 2월 13일 : 제1회 졸업식 (8학급 419명)
- 2001년 10월 29일 : 씨름관 준공
- 2004년 12월 8일 : 소강당 증축
- 2011년 6월 28일 : 다목적강당 증축
- 2012년 3월 1일 : 특수학급 신설
- 2020년 3월 1일 : 제13대 장병재 교장 취임
- 2022년 1월 7일 : 제26회 졸업식(8학급 177명, 총 9,736명)
- 2022년 3월 2일 : 제29회 입학식(7학급 127명)

## 참고 자료
- 관천중학교 - 한국교육학술정보원 학교알리미